# Sockel 775
Der Sockel 775 (auch: LGA775 (Land Grid Array) und Sockel T) ist ein Prozessorsockel für Intel-Prozessoren der Pentium 4-, Pentium D-, Celeron-, Core 2-, Celeron Dual-Core und Pentium-Dual-Core-Familie. Der Sockel 775 hatte eine ungewöhnlich lange Lebensdauer von 7 Jahren und ist einer der wenigen Sockel, für den sowohl 32-Bit- als auch 64-Bit-Prozessoren verfügbar sind. Kompatible Chipsatzserien für diesen Sockel sind die Intel-3-Serie und die Intel-4-Serie. 
Der Sockel 775 löste den Sockel 478 für den Pentium 4 ab, um höhere Taktfrequenzen und einen schnelleren Front Side Bus zu ermöglichen. Mit dem Sockel 775 wendet Intel sich von Prozessoren im Pin Grid Array-Package ab. Prozessoren in LGA-Gehäusen haben Kontaktflächen statt Kontaktpins. Die Pins verursachten mit steigender Taktfrequenz des Front Side Bus elektromagnetische Interferenzen (Antenneneffekt), die umliegende elektronische Bauteile stören können.
Parallel zum Sockel 775 führte Intel einige neue Technologien wie DDR2-SDRAM-Arbeitsspeicher und PCI-Express ein. Mainboards mit LGA775-Chipsatz ließen sich anfangs neben DDR-SDRAM auch mit DDR2-SDRAM der Typen PC2-3200, PC2-4200 und PC2-5300-DIMMs bestücken, seit Mitte 2006 werden auch PC2-6400-DIMMs unterstützt. Des Weiteren werden auch DDR3-Speicher unterstützt. Das ist möglich, da der Speichercontroller nicht in der CPU, sondern im Chipsatz sitzt.
Der Entwicklungsname Sockel T leitet sich von dem ursprünglich für diesen Sockel geplanten Pentium 4-Prozessor mit Tejas-Kern ab.
Die Zahl 775 im Namen "Sockel 775" beruht auf der Anzahl der Kontakte. Der Sockel 775 wurde der Öffentlichkeit von Intel erstmals im Juni 2004 vorgestellt, als Reaktion auf AMDs Präsentation des Sockel 939.